# Elopichthys bambusa
Elopichthys bambusa es una especie de peces de la familia de los
Cyprinidae en el orden de los Cypriniformes.

## Etimología
El nombre genérico proviene de "bambusa", un gran grupo de bambúes, en alusión a la traducción del nombre vernáculo chino "Chǔh nuy yu" dado como "pez mimado de bambú", por John Reeves, quien pintó peces mientras trabajaba como inspector de té en China (1812-1831).

## Morfología
- Los machos pueden llegar alcanzar los 200 cm de longitud total[3] y 40 kg de peso.[4][5]

## Hábitat
Es un pez de agua dulce y de clima templado (10 °C-20 °C).

## Distribución geográfica
Elopichthys bambusa es nativo de China y Vietnam.